# Petroglif
Petroglifi (imenovani tudi skalna umetnost) so piktogramske in logogramske slike, nastale s klesanjem oz. dolbenjem površine skale, brušenjem ali praskanjem kamnite površine. Petroglife najdemo po vsem svetu in so največkrat povezani s prazgodovinskimi ljudmi. Beseda izvira iz grških besed petros (kamen) in glyphein (vrezovati, klesati) in je bila najprej uporabljena v francoščini kot pétroglyphe.
Izraza petroglif ne bi smeli zamenjevati z besedo piktogram, ki označuje sliko, pobarvano (narisano) na skalo. Obe vrsti slik pa na splošno sodita med skalne slikarije. 
Petroforme so oblike vzorcev ali risb, ki so na velikih skalah in balvanih na tleh in so tudi posebna zvrst. 
Inukšuk so unikatne in jih je mogoče najti le na Arktiki.